# 레오나르도 다 빈치

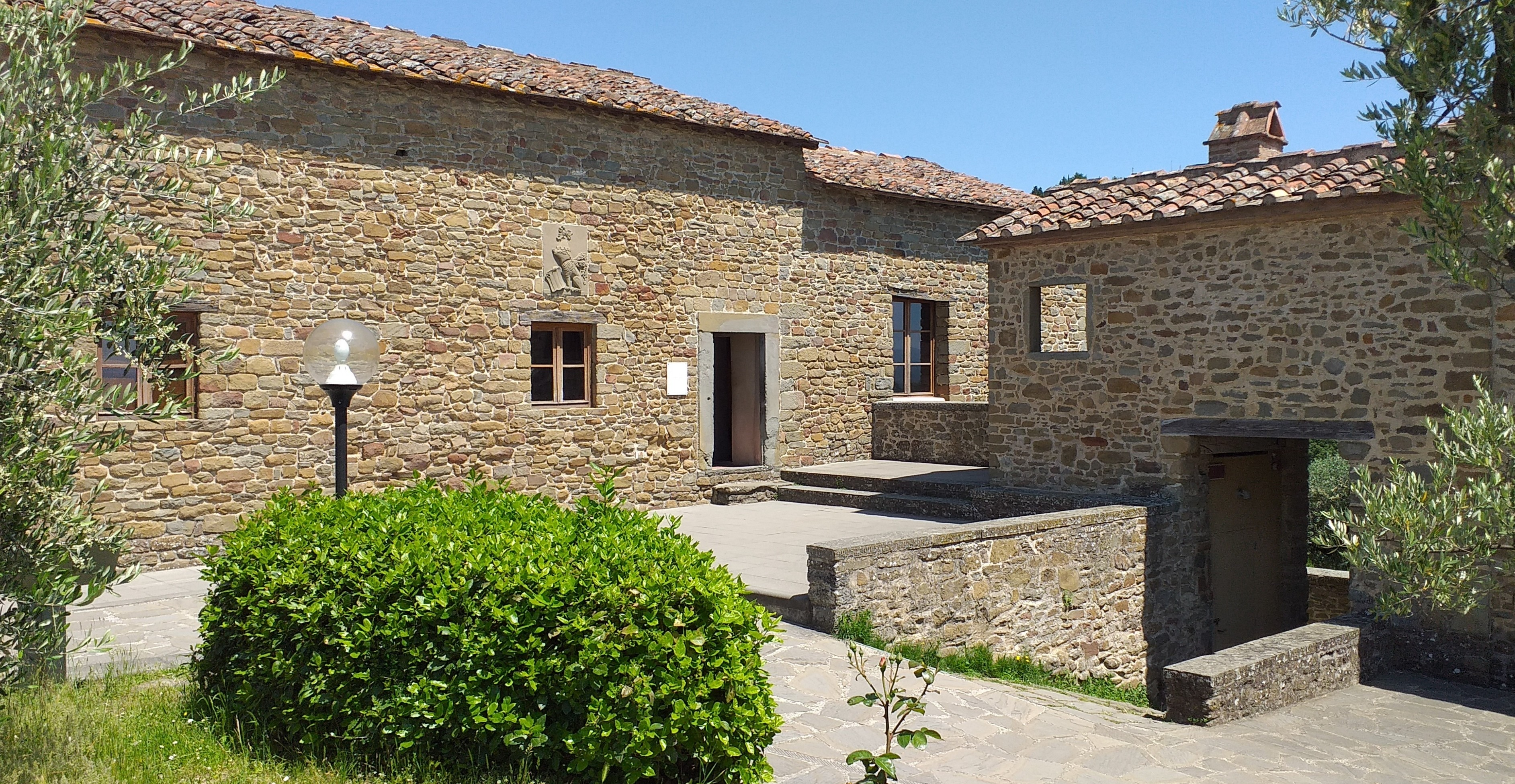
레오나르도 다빈치의 생가

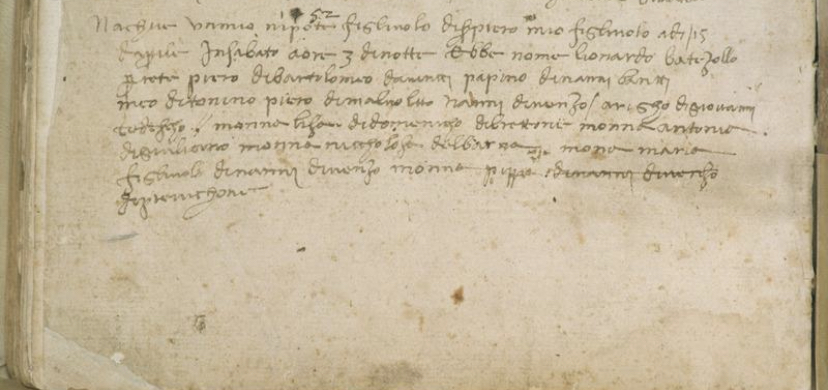

레오나르도 디 세르 피에로 다 빈치(이탈리아어: Leonardo di ser Piero da Vinci, 이탈리아어 발음: [leoˈnardo di ˌsɛr ˈpjɛːro da (v)ˈvintʃi] ( 듣기), 1452년 4월 15일~1519년 5월 2일)는 이탈리아의 예술가로 이탈리아를 대표하는 석학(polymath)이다. 그는 화가이자 조각가, 발명가, 건축가, 해부학자, 지리학자, 음악가 등 다양한 분야와 직업을 갖고 활동했다.
2007년 11월에 네이처 지가 선정한 인류 역사를 바꾼 10명의 천재 중에 가장 창의적인 인물 1위를 레오나르도 다빈치가 차지했다. 네이처는 과학 전문지이기 때문에 당연히 과학자를 1위에 뽑을 것이라는 모두의 예상을 뒤엎는 결과였으며 2위는 세익스피어였고, 과학자인 아이작 뉴턴은 간신히 6위를 차지했다. 르네상스형 만능인 다빈치가 역사상 가장 창의적인 융합형 인재로 평가된 것이다. 그는 평생 기술과 과학 그리고 예술을 하나로 융합하려는 창의적인 노력을 끊임 없이 시도하였다.
그의 여러 작품 중 오늘날 가장 유명한 것은 모나리자이다. 모나리자 없이는 루브르 박물관을 논할 수 없다는 평가가 존재할 정도로 모나리자라는 작품이 차지하는 비중은 크며, 전세계적으로도 가장 널리 알려진 매우 유명한 그림이다. 그 외에도 '최후의 만찬'은 그의 대표작으로 세기의 명작으로 손꼽을 수 있다.

## 어린 시절

### 출생
레오나르도 다 빈치는 1452년 4월 15일 토요일 새벽 3시에 토스카나 지방의 산골 마을 빈치(Vinci)에서 태어났다. 다빈치의 태어난 시간까지 정확히 알 수 있는 것은 공증인이었던 그의 조부 안토니오의 직업적인 습관 때문이다. 그의 조부는 중요한 일들을 공증문서 노트 뒷 여백에 기록해두곤 하였다고 한다.
빈치(Vinci)는 현 피렌체 중심부에서 서쪽으로 직선거리 약 25km 떨어진 곳으로 아르노 강의 여러 지류 중 위쪽에 자리한 산골 부락이다. 현재에도 레오나르도 다빈치 시대와 마찬가지로 포도밭과 올리브 과수원들이 많이 있는 지역이다. 다빈치의 생가는 보존되어 있어 1년에 약 50만명 가량의 방문객들이 레오나르도 박물관과 생가를 찾는다.
아버지 피에로 다 빈치(Piero da Vinci)는 법률가들을 배출한 지주 가문 출신으로 직업은 공증인이었고 어머니 카타리나는 가난한 집안의 딸이었다. 이들 사이에서 레오나르도 다빈치는 사생아로 태어났다. 당시 부친의 나이 23살로 결혼 전이었으나 모친은 사회적 신분이 낮았고 지참금을 낼 수 없을 정도로 가난한 집안 출신이었기에 결혼으로 이어지지 못했다.

### 성장기
다빈치를 낳은 뒤 8개월 후 아버지는 16살짜리다. 다빈치는 처음에 생모와 함께 생활하였는데 결혼한 아버지가 계모 알비에라 사이에서 자식을 얻지 못하자 다빈치는 본가에 들어가 생활하게 되었다. 다빈치의 어린시절에 대해서 알려진 것이 많지는 않으나 1457년 경의 과세 기록에 따르면 부친과 한 집에 살고 있었음을 알 수 있다. 이 시기에 다빈치를 양육한 이는 조부모와 다빈치의 숙부였다.
아버지 피에로가 피렌체에 사무실을 개설하고 지역 공증인과 동업을 하게 되면서 집을 자주 비우고 피렌체로 나가는 일이 잦았다. 그러던 중 계모 알비에라는 자식을 낳지 못한채 1464년에 사망했다. 1452년, 그의 아버지는 피렌체의 부유한 상인의 딸과 재혼했으나 새로운 계모 역시 아이 없이 사망했다. 이후에 아버지 피에로는 두 차례 더 재혼하였고 이때 아이를 많이 낳은 덕분에 레오나르도 다빈치는 모두 12명이나 되는 이복 형제가 생겼다. 그러나 서자라는 이유 때문에 이복형제들과는 사이가 원만하지 못했다. 1504년 아버지 피에르가 77세 나이로 사망했을 때 이복형제들은 합심해서 음모를 꾸미고, 다빈치에게 아버지의 유산을 한 푼도 나눠주지 않았다. 또한 훗날 숙부 프란체스코가 사망한후에는 상속문제를 두고 이복형제들과 민사소송을 하기도 했다.

### 사생아의 한계
당시 피렌체에서는 혼외자에 대한 차별이 심한 편은 아니었지만 어느 정도 수준의 차별과 무시는 존재하였다. 귀족 가문의 혼외자가 아닌 경우에는 제대로 된 교육을 받거나 대학교에 진학할 수 없었고 의사, 약사, 법률가, 행정 공무원이 될 수 없는 등 직업 선택의 폭도 제한적이었다. 부친이 속한 길드(조합)에서도 혼외자가 행정관리나 공증인이 되는 것을 원칙적으로 허용하지 않았다. 다빈치는 정식 학교에서 읽고 쓰기를 배우지 못했고, 비공식적으로 모어이자 모국어인 이탈리아어 등을 배웠을뿐이며 당대 귀족이나 식자층의 자녀들처럼 지식인들이 쓰는 언어들인 라틴어와 그리스어 등을 비롯한 여러 학문에 대한 정상적인 교육을 받지는 못했다. 다만 피렌체의 인문주의 학자들로부터 무시가 이어지자 마흔이 넘은 나이에 라틴어를 배웠고, 그 당시 라틴어를 연습했던 기록들이 현재에도 남아있다. 천주교 사제인 한동일 신부가 쓴 《라틴어 수업》(흐름출판)에 의하면, 레오나르도 다빈치가 40대에 배운 라틴어는 레오나르도 다빈치가 더 넓은 학문을 익히도록 하였다고 한다.

### 사망

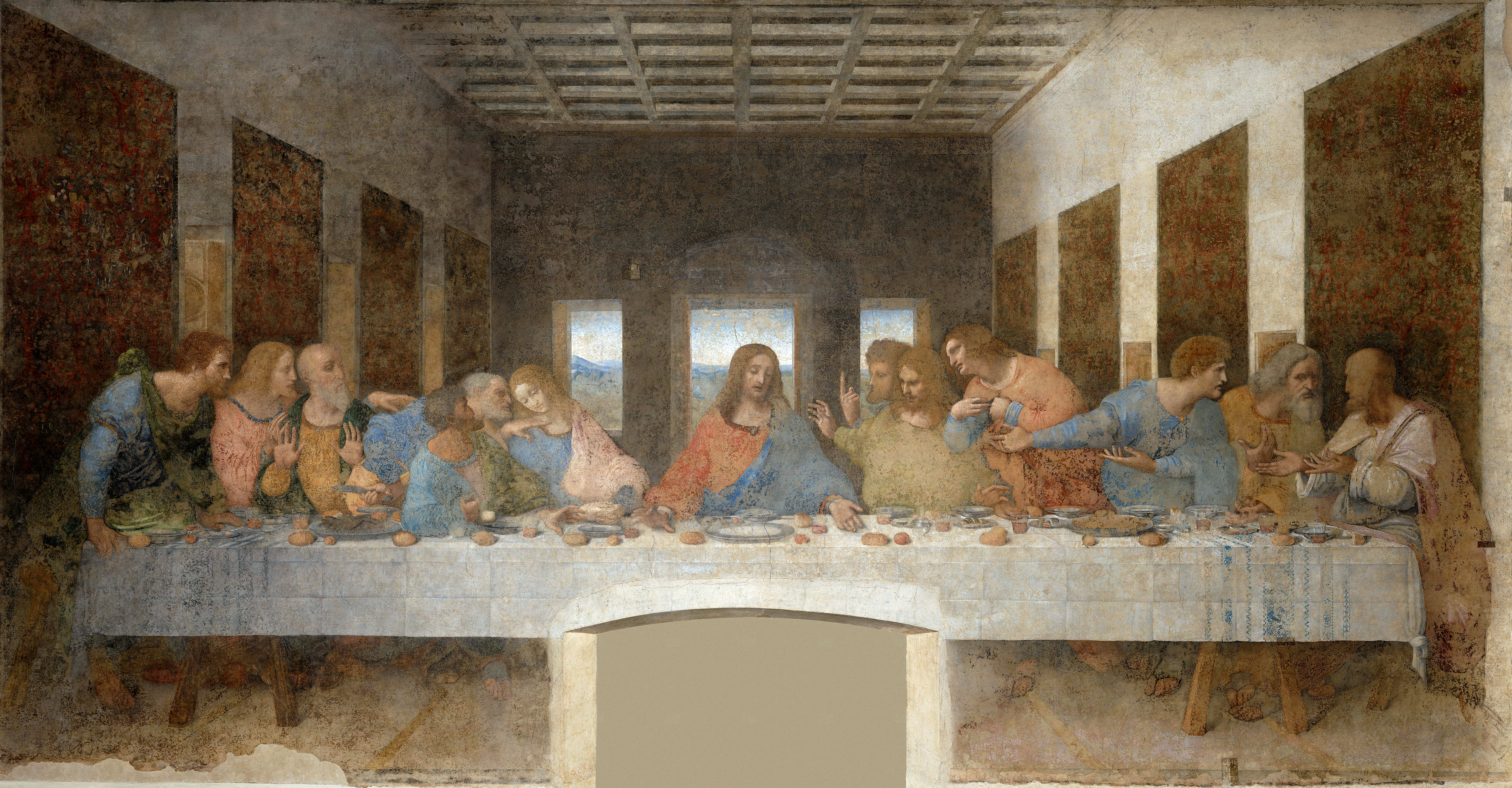
《최후의 만찬》(1495 ~ 1498, 밀라노, 산타 마리아 델레 그라치에 성당의 수도원 식당)

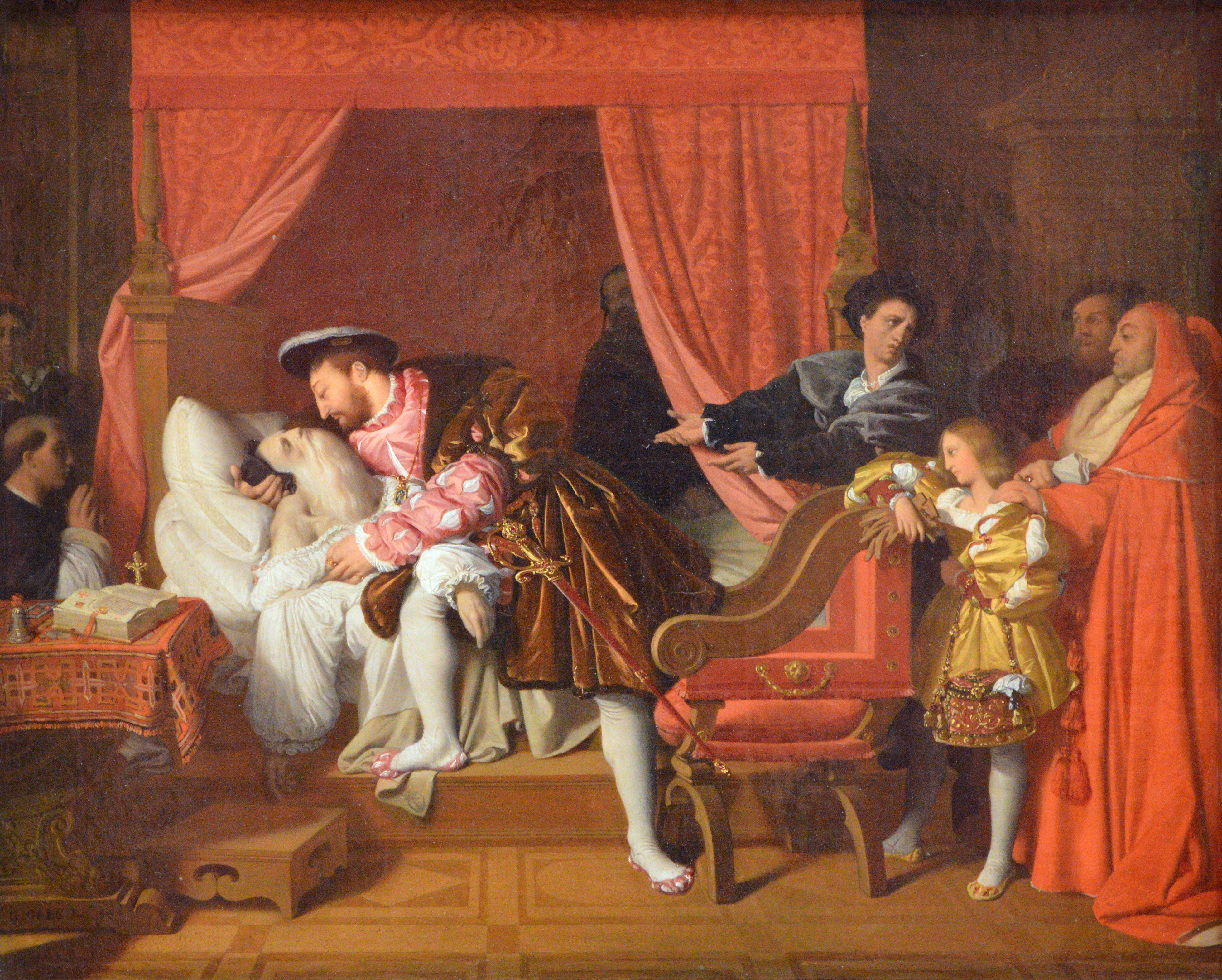
《다빈치의 임종》(1818년, 잉그레스 작품)

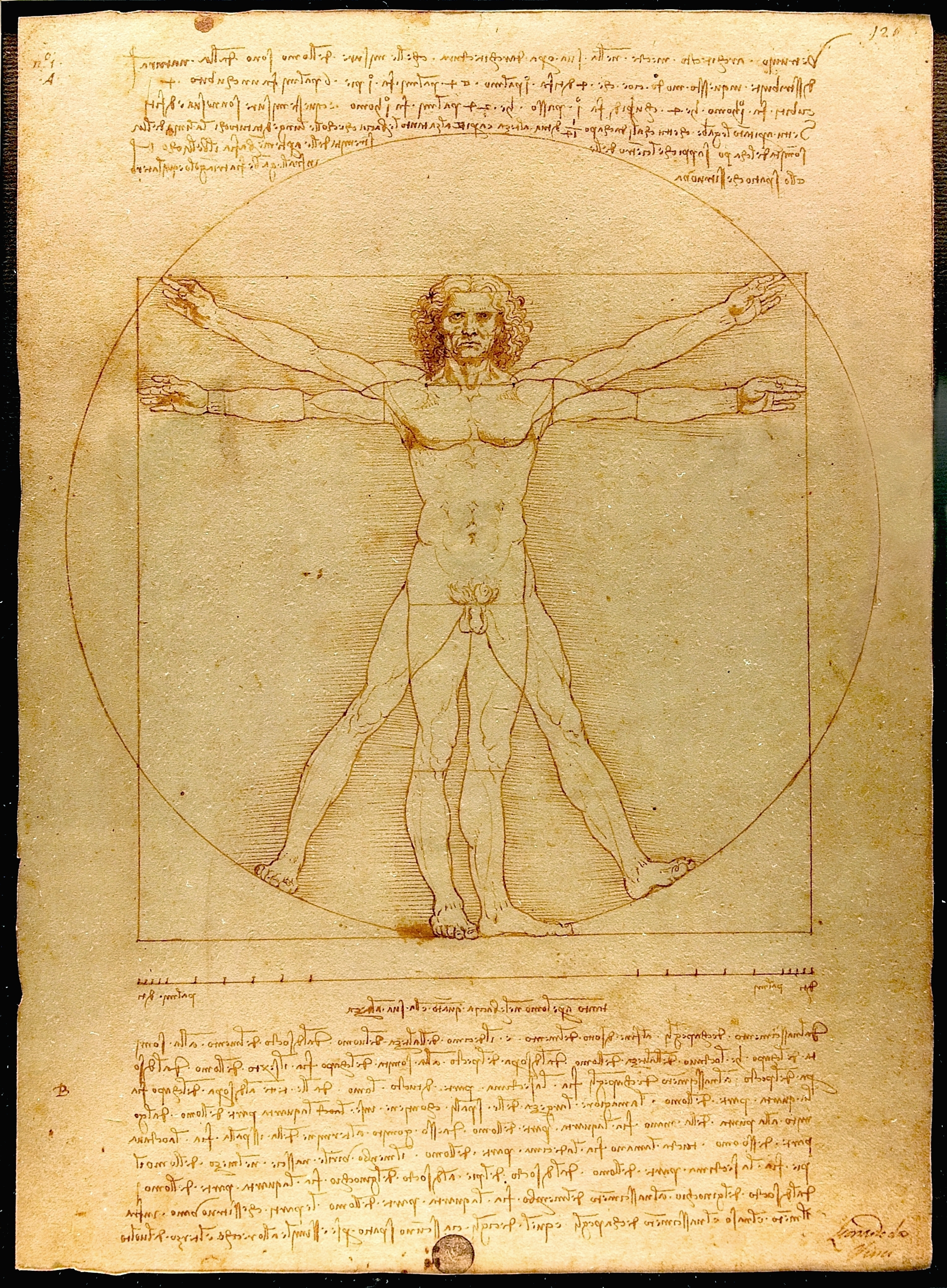
《비트루비우스적 인간》

1516년 이후 프랑스에서 계속 거주하며 활동하던 다빈치는 서서히 기력이 약해지자 소일거리를 하는 시간이 증가하였다. 1519년 4월 23일, 죽음을 직감한 듯, 유언장을 작성하였다. 유언장에서 그는 사후 프랑스에 묻히길 희망했고 그의 연애상대였던 살라이와 다빈치의 하인 바티스타에게 밀라노 공작에게 받은 포도밭을 반씩 나누어 상속하며 자신이 소장하고 있는 '모나리자' 등의 그림과 메모가 적힌 노트들을 제자인 멜치에게 상속한다는 내용 등을 기록하였다.
1519년 5월 2일 그의 나이 67세의 프랑스 클로 뤼세(Clos Lucé)에 있는 자신의 저택에서 사망했다. 조르조 바사리(1511~1574)는 레오나르도 다빈치의 전기에서 다빈치가 프랑수아 1세의 품 안에서 숨을 거뒀다고 적고 있다. 그러나 이는 사실이 아니며 프랑수아 1세는 레오나르도의 임종시 그 자리에 없었다. 유해는 다빈치의 유언에 따라 생 플로랑탱 교회에 묻혔다. 그런데 프랑스혁명으로 혼란스럽던 시기인 1802년 교회 건물이 해체되면서 그곳에 있던 모든 묘지들이 파묘된 후 모두 훼손되어 버렸기 때문에 그의 유골은 현재 남아 있지 않다.
레오나르도 다 빈치는 평생 독신으로 살아 자식을 남기지 않았고, 그의 제자이자 동반자였던 프란세스코 멜지(Francesco Melzi)가 그의 유산을 상속하였다. 1570년 프란세스코 멜지의 죽음으로 그가 평생 간직하고 있었던 레오나르도 다 빈치의 엄청난 양의 크로키와 그림이 세상에 드러나게 되었다.

## 사회적 활동

### 예술 세계 입문
레오나르도는 1466년 열네 살 때, 가족과 함께 피렌체로 이주해 안드레아 델 베로키오의 공방에 들어갔다. 베로키오는 그 당시 피렌체에서 가장 유명한 공방을 이끌던 실력 있는 예술가였다. 레오나르도는 그곳에서 20대 초반까지 미술 및 기술 공작 수업을 받았다. 제자의 재능을 알아본 베로키오는 레오나르도에게 그림을 맡기고, 자신은 조각에만 몰두할 정도로, 레오나르도를 제자가 아닌 화가로서 존중했다.

### 화가 조합 등록
1472년 수업을 끝내고 피렌체 화가 조합에 등록하여 한 사람의 화가로 알려지게 되었다. 1476년 예수가 세례자 요한에게 세례를 받는 그림인 베로키오의 작품 《그리스도의 세례》에 조력하고, 그 좌단에 천사를 그렸는데, 스승을 능가하는 천재성을 보였다.

### 제1 피렌체 시대
레오나르도는 1481년까지 스승 베로키오의 영향에서 벗어나려고 많은 노력을 했으며, 1466-1482년을 그의 제1의 피렌체 시대라고 하는데, 당시의 작품으로 《석죽의 성모》, 성모 마리아가 천사 가브리엘에게 예수를 잉태할 것임을 들은 이야기인 《수태 고지》, 《베노바 가의 성모》 등이 있다. 이 시기에 그려진 인물화와 풍경화에서 이미 레오나르도의 독창적인 구도와 분위기 표현 기술을 엿볼 수 있다.

### 제1 밀라노 시대

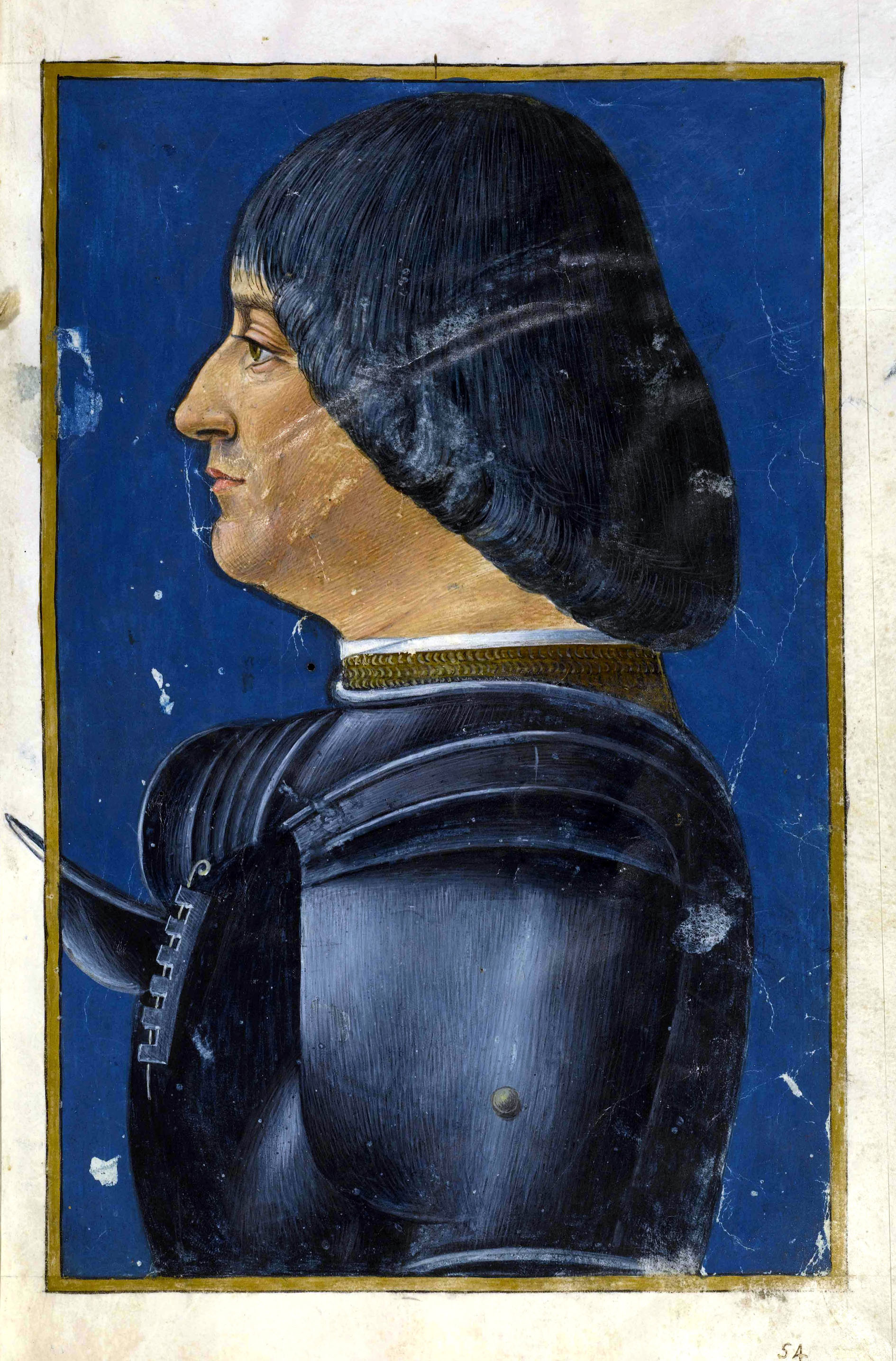
루도비코 스포르차의 초상화.

1481년에 밀라노의 스포르차 귀족 가문의 화가로 초빙되어 갔는데, 1482-1499년을 제1의 밀라노 시대라고 부른다. 밀라노에 간 목적은 스포르차 가의 선조인 프란체스코의 기마상 제작과 음악 교수 때문이었다. 약 17년 동안 화가로서 뿐만이 아니라 조각가, 건축가, 기사로서 오늘날 잘 알려진 레오나르도의 다방면에 걸친 천재성을 발휘했다.
이 시기에 세계 미술사에서 가장 뛰어난 그림 가운데 하나로 손꼽히는 《암굴의 성모》(1483년, 루브르 박물관)와 《최후의 만찬》(1495~1498년, 밀라노)이 제작되었다. 《암굴의 성모》에서는 레오나르도 특유의 화법인 스푸마토(Sfumato)가 첫선을 보이게 되며, 뒤에 이 화법을 바탕으로 유명한 《모나리자》(1500~1503년, 루브르 박물관)가 그려졌다. 스푸마토는 원거리에서 물체를 둘러싼 공기(대기)까지 그림으로써 완전한 삼차원의 세계를 그리는 기법으로 대기 원근법(aerial perspective)이라고도 불렸다.
또한 당시 로마 가톨릭의 통제에 따라 제작되던 교회 미술계의 풍토를 깨고, 예수의 인성을 강조하는 등 자신의 소신에 따른 작품 활동을 했다. 1489년 인체와 말의 해부학적 연구에 몰두하고, 인체의 해부와 조류의 비상에 관한 논문, 광학에 대한 연구에도 전심하였다.

### 제2 피렌체 시대
1500-1506년을 그의 제2의 피렌체 시대라고 하는데, 1499년 프랑스 왕 루이 12세의 밀라노의 침입으로 1500년 피렌체로 돌아왔다. 여기서 제단화 《성안나와 성 모자》를 그리고, 1502년에는 체잘레와 보르지아에 토목 사업 운하 개발 도시 계획을 위해 초청되었다. 1503년에는 다시 피렌체로 돌아와 《모나리자》를 그리기 시작하였다. 이 시대에는 그의 과학 연구가 한층 성장하여 새가 나는 방법, 지질학과 물의 운동, 해부 등에 관한 수기를 남겼다.

### 제2 밀라노 시대
1506년 밀라노에서 당시 프랑스 왕이었던, 루이 12세의 궁정 화가가 되었는데, 1506-1513년을 그의 제2의 밀라노 시대라고 부른다.

### 앙부아즈 시대

《모나리자》 (1503~1517)

16세기 초, 왕위에 오른 ‘프랑스와 1세’는 선대의 프랑스 왕들 처럼 이탈리아 정복을 꿈꾸며 밀라노를 침공한다.야만 수준의 프랑스 생활을 하다가, 밀라노를 중심으로 발달한 이탈리아 ‘르네상스 문화‘에 깊은 감명을 받는단다. 당시, ‘메디치 가문’으로부터 팽 당하여, 실업자 수준의 레오나르도 다빈치를 국빈으로 초청하였다.

#### 3년간의 로마 체류
1513년 10월, 피렌체로 돌아왔다. 그간 피렌체에는 큰 변화가 있었다. 한 해 전인 1512년 9월에 교황 율리오 2세의 도움을 받은 메디치 가문이 공화정 정부를 와해 시키고 가문의 통치권을 회복한 상태였다. 피렌체의 실질적인 통치는 줄리아노 데 메디치(1479~1516)가 맡았고 그의 형인 조반니 데 메디치 추기경은 새로운 교황(레오 10세)으로 선출되어 로마에 있었다.
다빈치는 새로운 통치자인 줄리아노 데 메디치의 후원을 받게 되었는데 그가 교황군 사령관직을 맡게 되면서 1513년 10월에 함께 로마로 이주하였다. 로마에서도 메디치 가문의 후원을 계속 받으며 생활하였으나 시간이 지날수록 일이 꼬여만 갔다. 1515년에 들어서면서 다빈치는 새로운 후원자를 찾아 로마를 떠나길 원하는 지경에 이르렀다.

#### 새로운 후원자 물색
1515년 1월, 프랑스 국왕으로 즉위한 프랑수아 1세는 그해 9월 마리냐노 전투에서 승리한 후 밀라노를 점령하였다. 이후 7년 넘게 지속되어온 캉브레 동맹전쟁(1508~1516)을 종식 시키기 위해서 교황을 만나려고 이탈리아 볼로냐로 향했다. 같은 해 12월 19일, 종전협약을 위해 교황 레오 10세와 회동한 자리에서 프랑수아 1세는 레오나르도 다빈치를 만났다. 선왕 루이 12세를 통해 레오나르도 다빈치에 대해 이미 알고 있었던 프랑수아 1세는 그곳에서 그를 프랑스로 초청하였다.

#### 프랑스 이주
1516년 3월, 줄리아노 데 메디치가 사망하였다. 메디치 가문 출신의 교황인 레오 10세와의 사이가 소원하던차에 후원자마저 사망하자 더 이상 로마에 대한 미련이 사라져 버렸다. 이때 다빈치는 프랑스 이주를 최종적으로 결정했던것으로 보인다. 그는 1516년 여름, 제자 프란세스코 멜치와 함께 알프스를 넘어 프랑스 앙부아즈로 향했다. 프랑수아 1세는 앙부아즈에서 가까운 클로 뤼세(Clos Lucé)에 저택을 마련해 주었다. 이때 다빈치는 3점의 그림 (모나리자라 조콘다, 성 안나와 성 모자, 세례자 요한)을 가져갔는데 프랑스에서 《성 안나와 성모자》와 《모나리자》를 완성하였다. 이때 이미 중풍 때문에 오른팔을 쓸 수 없었으나 문제가 되지는 않았다. 그는 왼손잡이였기 때문이다.
프랑수아 1세는 가끔 찾아왔고 두 사람은 많은 대화를 나누었다. 다빈치는 왕을 위해 호화로운 연회를 준비하기도 했다. 또한 로모랑탱(Romorantin)에 큰 성을 건축한 후 그곳을 새로운 수도로 만들자고 제안 하였으나 실현되지는 못했다. 이 시대를 '앙부아즈 시대'라고 하는데 이 시기에 다빈치는 여러 방면에 대한 오랜 연구를 정리하고 운하도를 설계하였으며 수학 실험과 해부학 연구를 계속 진행하였다.

### 사망
1516년 이후 프랑스에서 계속 거주하며 활동하던 다빈치는 서서히 기력이 약해지자 소일거리를 하는 시간이 증가하였다. 1519년 4월 23일, 죽음을 직감한듯, 유언장을 작성하였다. 유언장에서 그는 사후 프랑스에 묻히길 희망했고 그의 동성애 상대였던 살라이와 다빈치의 하인 바티스타에게 밀라노 공작에게 받은 포도밭을 반씩 나누어 상속하며 자신이 소장하고 있는 '모나리자' 등의 그림과 메모가 적힌 노트들을 제자인 멜치에게 상속한다는 내용 등을 기록하였다.
1519년 5월 2일 그의 나이 67세에 프랑스 클로 뤼세(Clos Lucé)에 있는 자신의 저택에서 사망했다. 조르조 바사리(1511~1574)는 레오나르도 다빈치의 전기에서 다빈치가 프랑수아 1세의 품 안에서 숨을 거뒀다고 적고 있다. 그러나 이는 사실이 아니며 프랑수아 1세는 레오나르도의 임종시 그 자리에 없었다. 유해는 다빈치의 유언에 따라 생 플로랑탱 교회에 묻혔다. 그런데 프랑스혁명으로 혼란스럽던 시기인 1802년 교회 건물이 해체되면서 그곳에 있던 모든 묘지들이 파묘된 후 모두 훼손되어 버렸기 때문에 그의 유골은 현재 남아 있지 않다.
레오나르도 다 빈치는 평생 독신으로 살아 자식을 남기지 않았고, 그의 제자이자 동반자였던 프란세스코 멜지(Francesco Melzi)가 그의 유산을 상속하였다. 1570년 프란세스지의 죽음으로 그가 평생 간직하고 있었던 레오나르도 다 빈치의 엄청난 양의 크로키와 그림이 세상에 드러나게 되었다.

## 그 밖의 업적
다 빈치는 파동 운동 이론, 연통관 내의 압력, 유체에 미치는 압력의 발견자이기도 하다. 그 응용면에 있어서 양수기와 수압의 발견자였다. 새의 나는 방법에 대한 연구로 비행기의 원리를 생각하고 공기의 연구에서 바람의 발생과 구름과 비의 발생도 이론적으로 연구했다. 또 공기 역학, 조류의 비행 등의 연구 노트에는 낙하산, 헬리콥터, 플레이트 날개 등이 기록되어 있다.
해부학에 있어서도 인체 각 부분의 작용을 역학적 원리로서 분명히 하였다. 그 밖에 식물학 등에 관해서도 연구를 하였다. 그는 예술과 과학의 창조에 대한 비밀을 밝힌 천재였다. 저서로, 그림에 관한 르네상스 예술 이론의 중요한 문헌인 《회화론》을 비롯하여 많은 논문이 있다. 한동일 서강대학교 교수가 쓴 《라틴어수업》(흐름출판)에 따르면, 레오나르도 다빈치는 그림과 과학 뿐만 아니라 라틴어 공부도 했다.

## 대표 작품
- 《그리스도의 세례》(1472년~1475년) – 우피치 미술관, 피렌체 (베로키오 공방 시절: 레오나르도 다 빈치는 왼쪽의 천사를, [베로키오]는 오른쪽의 천사를 그린 것으로 알려짐. 교회의 통제를 거부하고, 자신의 소신에 따라 그렸다.)
- 《수태고지》(1475년~1480년) – 우피치 미술관, 피렌체, 예수를 잉태한 성모에게 천사 가브리엘이 왔다는 루가 복음서의 탄생 설화를 소재로 함
- 《동굴의 성모》(1483년~1486년) – 루브르 박물관, 파리, 예수가 헤로데를 피해 이집트로 갔다는 루가 복음서의 전승 내용을 소재로 함
- 《흰 족제비를 안은 여인》(1488년~1490년) – 차르토리스키 박물관, 크라코우 (Krakow), 폴란드 모델은 세실리아 가레라니(Cecilia Gallerani)로 뤼도빅 르 모르(Ludociv le More)의 정부(情婦)로 알려져 있다. 그림 속의 흰 족제비는 다양한 상징으로 해석할 수 있는데, 순결함 혹은 순수함 그리고 모로 집안에 대한 상징으로 주로 해석된다.
- 《음악가의 초상》(1490년경) – 암브로시니아 미술관, 밀라노, 43 x 31 cmㅡ 다 빈치의 유일한, 남성을 그린 초상화로 알려졌다. 모델은 프란치노 가퓌리오(Franchino Gaffurio)
- 《리타의 성모》(1490년~1491년) – 에르미타지 박물관, 상트페테르부르크
- 《최후의 만찬》(1498년경) – 산타 마리아 델레 그라치에 성당의 수도원 식당, 밀라노
- 《모나리자》(1503년~1506년) – 루브르 박물관, 파리
- 〈암굴의 성모》(1508년경) – 내셔널 갤러리, 런던
- 《성 안나와 성 모자》 (1510년경) – 루브르 박물관, 파리, 프로이트가 다 빈치의 동성애를 증명할 수 있는 단서로 본 그림. 성 안나는 성모 마리아의 어머니 즉, 예수의 외할머니이다.
- 《세례자 요한》(1514년경) – 루브르 박물관, 파리, 다 빈치의 손으로 완성된 마지막 작품으로 남성과 여성 사이의 모호한 아름다움으로 유명하다.

## 대중 매체
- 레오나르도 다 빈치는 소설 《다빈치 코드》의 중요한 모티브이다.

## 같이 보기
- 코덱스 레스터: 레오나르도 다 빈치의 과학 저술을 모은 필사본으로 30,802,500달러에 빌 게이츠에게 판매되었다.